# میشل امائوسو
میشل امائوسو (انگلیسی: Michele Emmausso؛ زادهٔ ۴ اوت ۱۹۹۷) بازیکن فوتبال است.
از باشگاه‌هایی که در آن بازی کرده‌است می‌توان به باشگاه فوتبال رجینا و باشگاه فوتبال روبور سیه‌نا اشاره کرد.